# Jefferson Bellaguarda
Jefferson Bellaguarda (Salvador, 12 settembre 1976) è un giocatore di beach volley brasiliano naturalizzato svizzero.

## Biografia
Ha debuttato nel circuito professionistico internazionale il 30 novembre 1999 a Vitória, in Brasile, in coppia con Carlos Arruda piazzandosi in 41ª posizione. Il 6 agosto 2000 ha ottenuto il suo primo podio nel World tour a Klagenfurt, in Austria, insieme a Paulão Moreira.
Ha preso parte all'edizione dei Giochi olimpici di Londra 2012 con Patrick Heuscher, classificandosi al 9º posto.
Ha partecipato altresì a tre edizioni dei campionati mondiali ottenendo come miglior risultato il 17º posto a Roma 2011 insieme a Patrick Heuscher.
A causa del passaggio dalla nazionalità brasiliana a quella svizzera per cinque anni (dalla stagione 2004 a quella 2008 compresa) non ha potuto prendere parte a tornei internazionali.

## Palmarès

### World tour
- 4 podi: 1 secondo posto e 3 terzi posti